# Asgat (distrikt i Mongoliet, Süchbaatar)
Asgat (mongoliska: Асгат Сум, Асгат) är ett distrikt i Mongoliet.   Det ligger i provinsen Süchbaatar, i den östra delen av landet, 500 km öster om huvudstaden Ulaanbaatar.